# Josu Jon Imaz
Josu Jon Imaz San Miguel (ur. 6 września 1963 w Zumarraga) – hiszpański i baskijski polityk, chemik oraz menedżer, poseł do Parlamentu Europejskiego IV kadencji, minister przemysłu, handlu i turystyki w rządzie Kraju Basków (1999–2004), od 2004 do 2008 przewodniczący Nacjonalistycznej Partii Basków (PNV), dyrektor generalny Repsolu.

## Życiorys
Ukończył studia na Uniwersytecie Kraju Basków w San Sebastián, doktoryzując się w zakresie chemii. Do 1994 pracował w centrum technologicznym INASMET, odbył także staż w centrum naukowo-badawczym CETIM w Nantes.
Karierę polityczną rozpoczął w EGI, organizacji młodzieżowej PNV, do której dołączył pod koniec lat 70. Od 1991 był członkiem zgromadzenia miejskiego rodzinnej miejscowości. W wyborach w 1994 został wybrany na eurodeputowanego IV kadencji z listy Koalicji Nacjonalistycznej. W PE wchodził w skład frakcji chadeckiej. W styczniu 1999 zrezygnował z mandatu. Został wówczas mianowany ministrem ds. przemysłu, handlu i turystyki w rządzie Kraju Basków. Urząd ten sprawował do 2004. W 2001 uzyskał mandat posła do regionalnego parlamentu w okręgu Guipúzcoa.
W styczniu 2004 powołany na przewodniczącego Euzkadi Buru Batzarra, zarządu krajowego Nacjonalistycznej Partii Basków. Funkcję tę pełnił do stycznia 2008. Wcześniej, we wrześniu 2007, zapowiedział rezygnację z aktywności politycznej. W 2008 wyjechał do Stanów Zjednoczonych, gdzie pracował w John F. Kennedy School of Government w ramach Uniwersytetu Harvarda.
W lipcu 2008 został mianowany prezesem przedsiębiorstwa Petronor, należącego do koncernu naftowo-gazowego Repsol. W kwietniu 2014 powierzono mu natomiast obowiązki dyrektora generalnego Repsolu.